# Wadi Rum

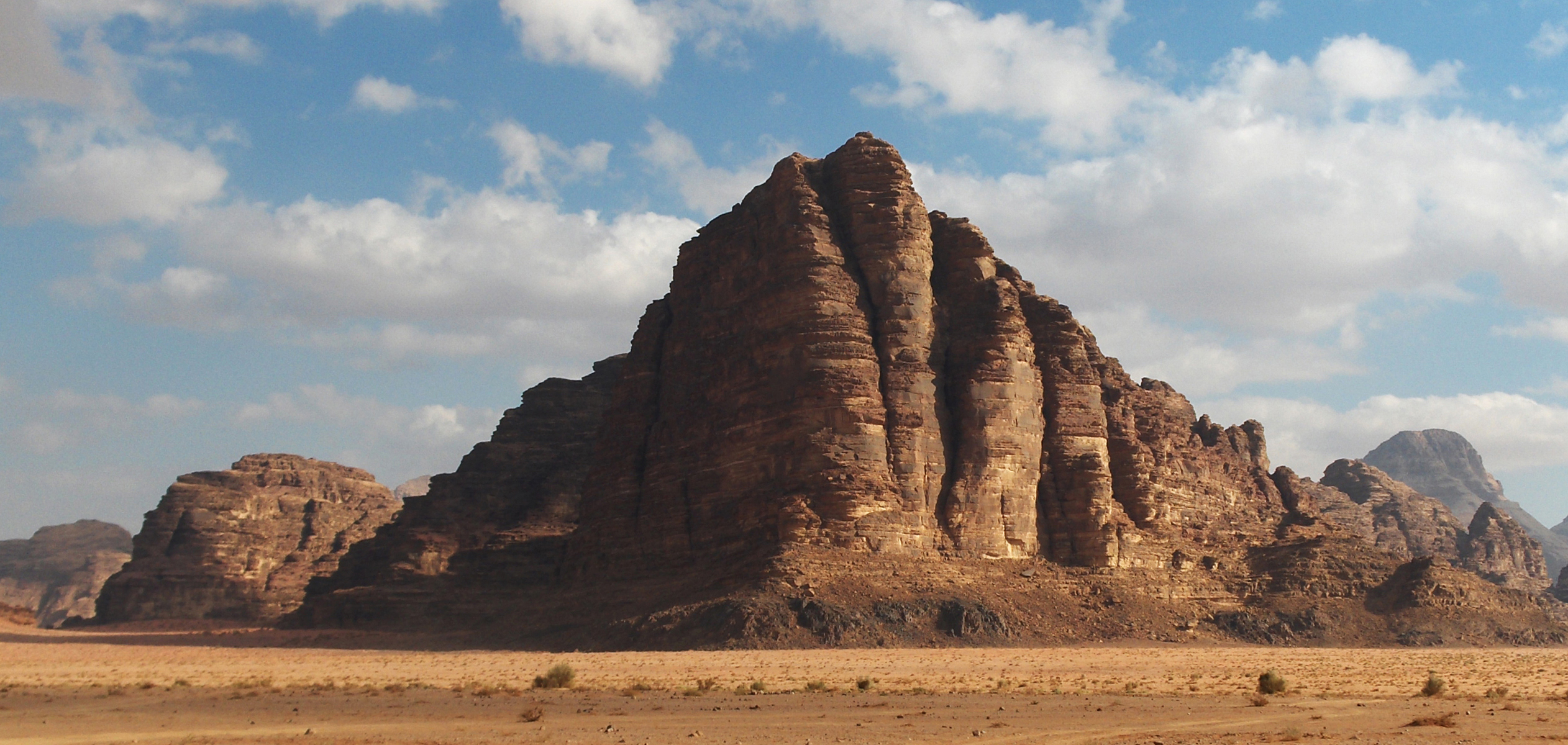
Die Felsformation „Sieben Säulen der Weisheit“

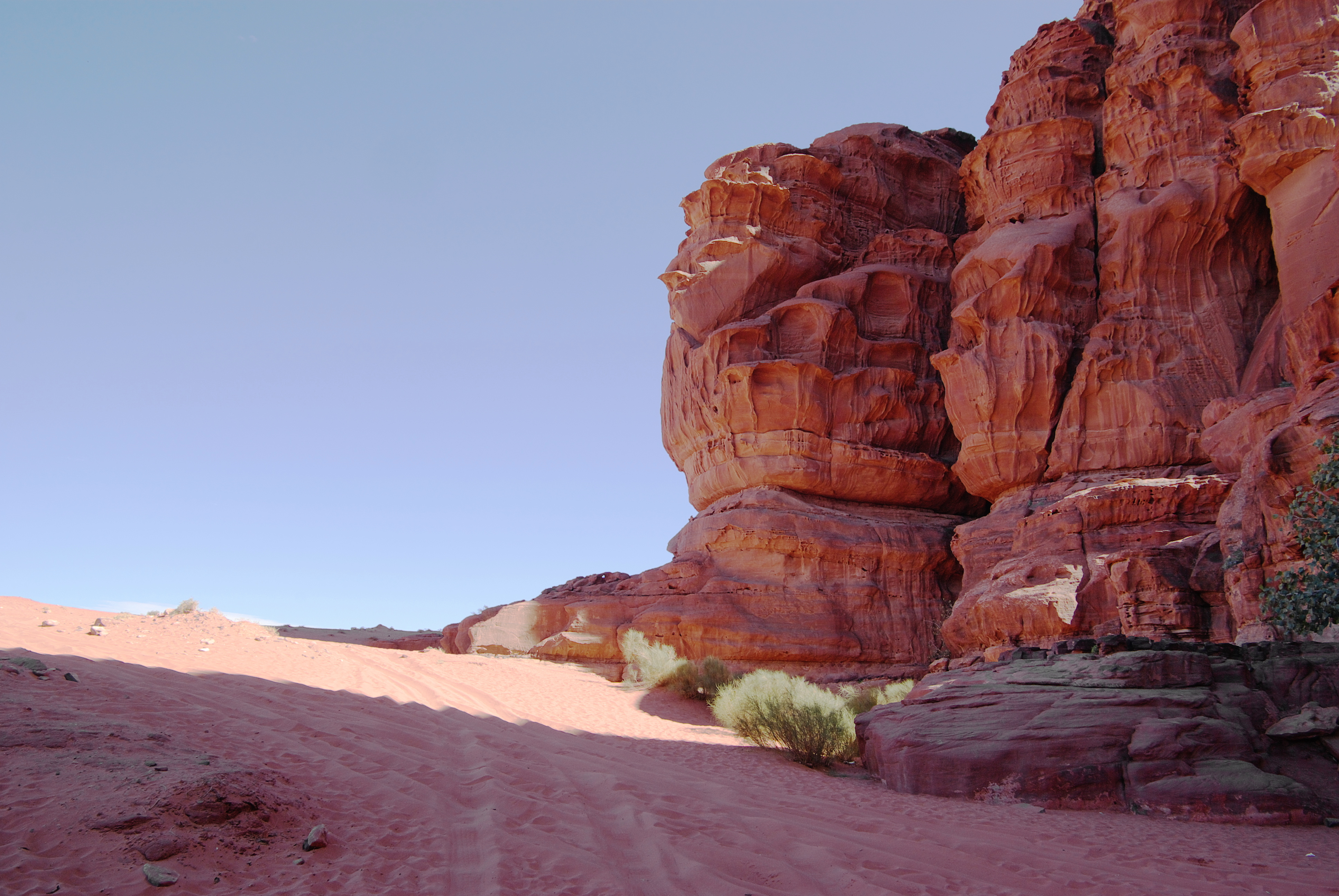
Jebel Khazali

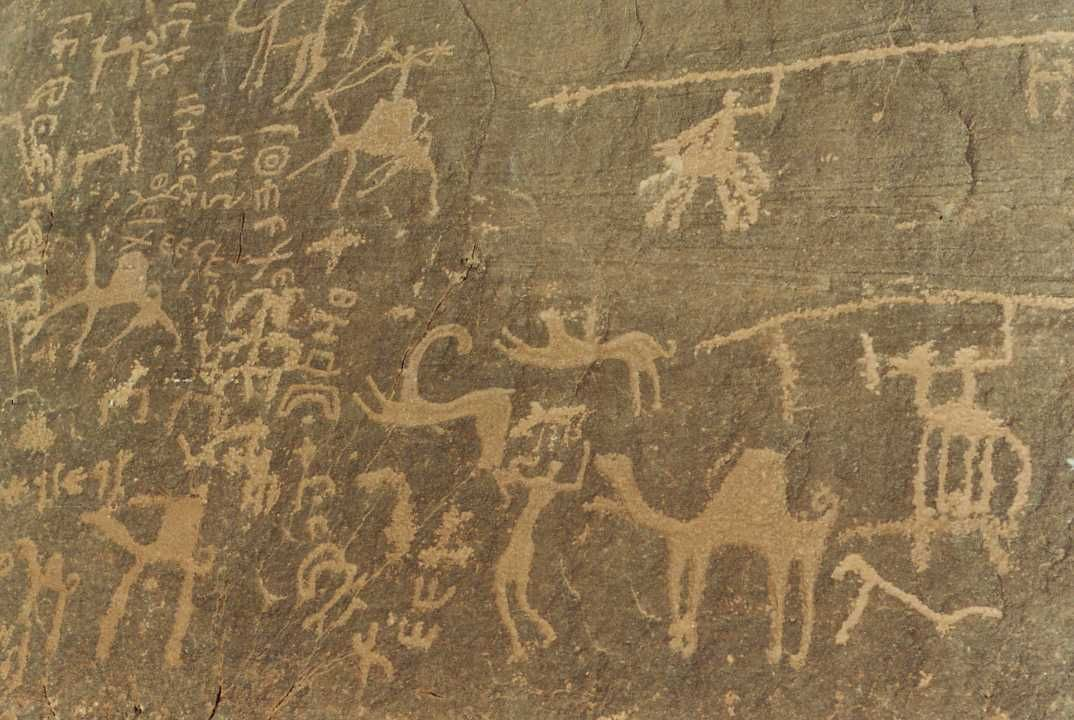
Prähistorische Felszeichnungen

Das Wadi Rum (arabisch وادي رم, DMG Wādī Ramm; auch Wadi Ram) ist das größte Wadi in Jordanien. Seine Felswände bestehen aus Sandstein und Granit. Als Schutzgebiet mit einer Fläche von 740 km² wurde es 2011 in die Welterbeliste der UNESCO aufgenommen.

## Geografie

### Lage
Das Wadi Rum liegt östlich der Stadt Akaba, südlich der Stadt Maʿan und parallel zur im Westen liegenden Aravasenke. Das Wadi ist ein Gebiet mit einer Länge von etwa 100 km und einer Breite von etwa 60 km. Es liegt auf etwa 800 m Höhe, wobei die höchsten Erhebungen der Dschabal Umm ad-Dami mit 1832 m und der Dschabal Ram mit 1734 m sind.

### Klima
Überwiegend handelt es sich um eine Fels- und Sandwüste; andere Teile sind eine Halbwüste. Wenn Regen fällt, dann nur zwischen Oktober und März, wobei der Januar mit etwa 50 mm Niederschlag am feuchtesten ist. Im Winter können die Temperaturen nachts durchschnittlich bis knapp über 0 °C fallen und im Sommer tagsüber bis auf durchschnittlich 37 °C steigen.

### Geologie
Die Landschaft entstand vor etwa 30 Millionen Jahren. Durch geologische Verwerfungen entstand das Great Rift Valley, das neben dem Wadi Rum den Jordangraben, den Golf von Akaba und das Rote Meer umfasst. Durch Erosion wurde der rote Sandstein, der auf einem Sockel aus grauem Basalt oder Granit steht, zu den jetzt sichtbaren bizarren Formen geschliffen. Besonders zu erwähnen sind hierbei die Felsbrücken über den Jabal Burdah und am Jabal Kahraz, die etwa 30 km nördlich der Ortschaft Rum liegen.
Durch die recht zahlreichen Wasserquellen war eine nomadische Besiedlung seit der Steinzeit möglich. Das Regenwasser, das im Winter fällt, versickert durch den porösen Sandstein, wird von der darunterliegenden wasserundurchlässigen Schicht aus Granit aufgehalten und tritt an verschiedenen Stellen wieder aus.

## Bevölkerung

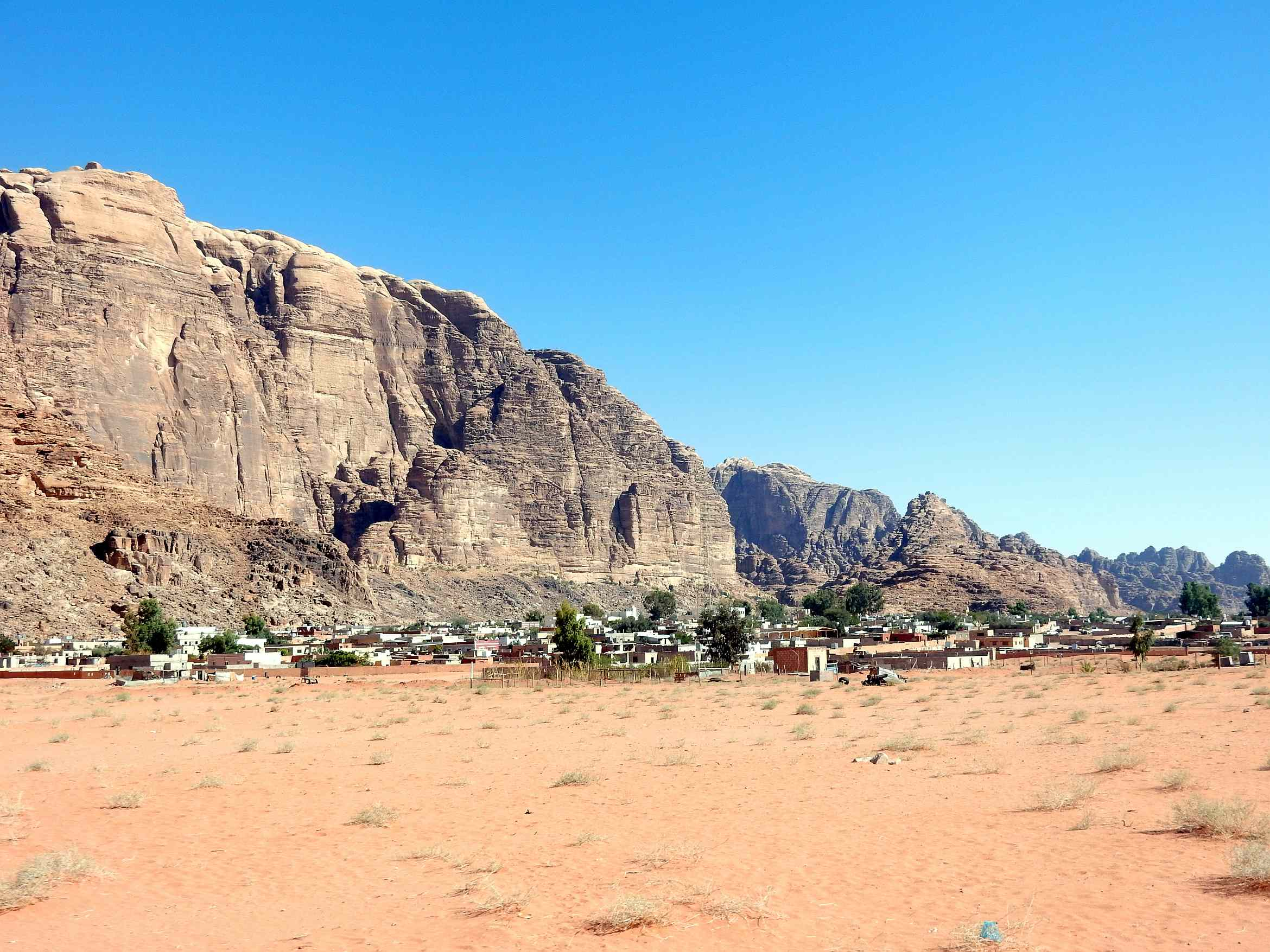
Das Beduinen-Dorf Wadi Rum

Im Dorf Wadi Rum wohnen mehrere hundert Beduinen, teils in Zelten, teils in gemauerten Häusern. Es gibt eine Jungen- und eine Mädchenschule, einige Geschäfte und eine Polizeistation.

## Geschichte
Das Wadi Rum ist seit prähistorischen Zeiten von vielen Kulturen bevölkert worden. Sie hinterließen ihre Spuren in Form von Felszeichnungen und Tempeln. In der Antike war das Wadi eine wichtige Handelsroute in das Römische Reich, worauf möglicherweise noch der heutige Name hinweist: Rūm war die im Orient gebräuchliche Bezeichnung für das Imperium Romanum. International bekannt wurde das Wadi Rum durch das Buch Die sieben Säulen der Weisheit des britischen Offiziers Thomas Edward Lawrence, der hier während der Arabischen Revolte von 1917 bis 1918 stationiert war, und später noch mehr durch den Spielfilm Lawrence von Arabien. (→ Siehe auch Abschnitt Filmkulisse)

## Wirtschaft

### Tourismus
Das Wadi Rum ist eines der wichtigen touristischen Ziele in Jordanien. Beliebt ist das Übernachten unterm Sternenhimmel, Reiten mit Araberpferden und das Wandern und Bergsteigen in den massiven Felsformationen. Bergsteiger werden besonders von seinen Granit- und Sandsteinformationen angezogen, Wanderer hingegen genießen die Stille. Für Tagestouristen werden Pick-up-Rundfahrten unterschiedlicher Länge angeboten. Diese touristischen Aktivitäten sind die Haupteinnahmequelle der Beduinen.

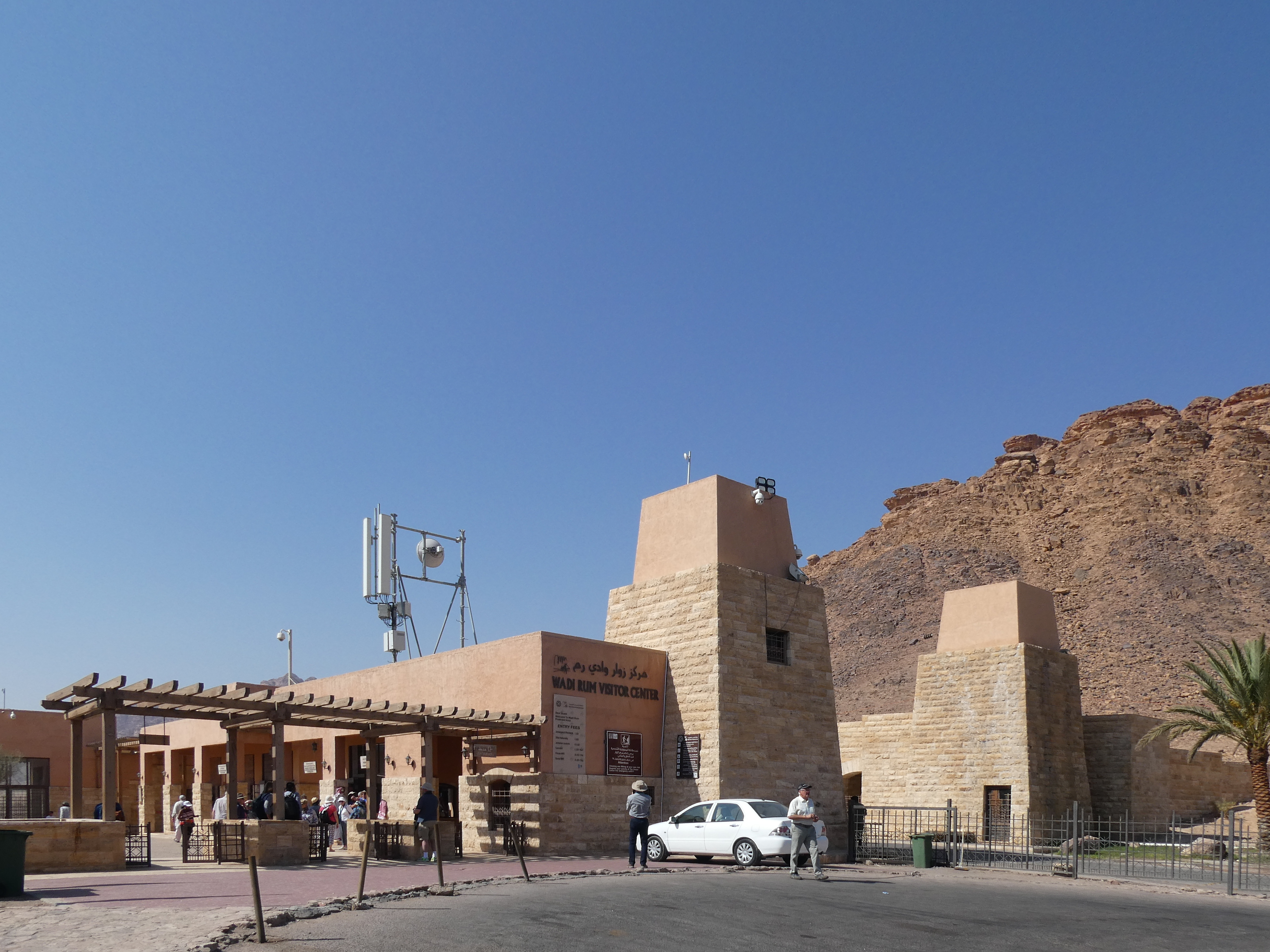
Wadi Rum Visitor Centre
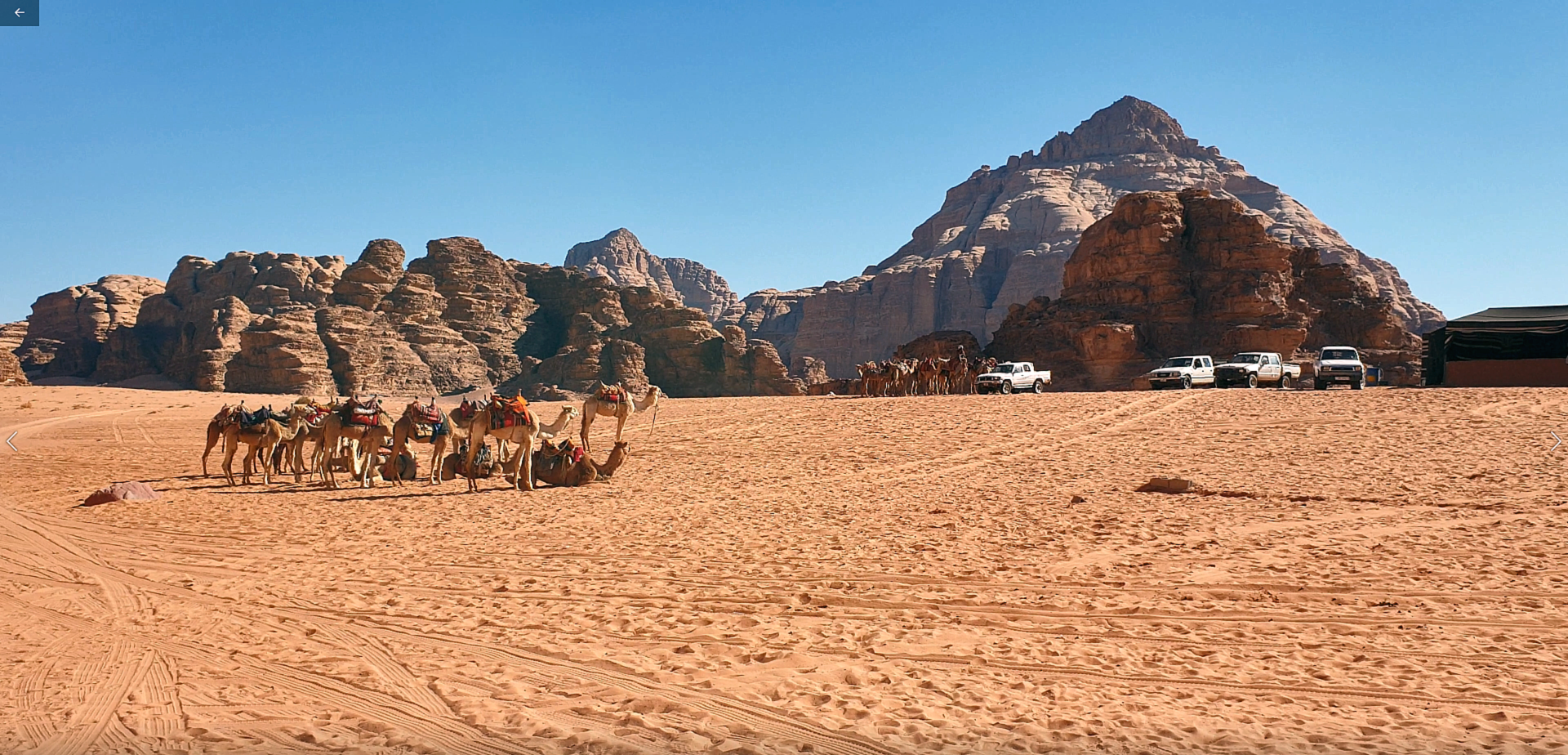
Wadi Rum: Beduinen-Camp, März 2020

### Filmkulisse
Die Landschaft diente als Kulisse für mehrere Unterhaltungsfilme, die auf dem Mars oder einem anderen Planeten spielen, darunter Red Planet (2000), Der Marsianer – Rettet Mark Watney (2015), Star Wars: Der Aufstieg Skywalkers (2019) und Dune (2021).